# Harry Cochrane
Harry Cochrane (Glasgow, 24 april 2001) is een Schots voetballer die doorgaans speelt als middenvelder. In juli 2025 verruilde hij Queen of the South voor Arbroath.

## Clubcarrière
Cochrane kwam in 2014 in de jeugdopleiding van Heart of Midlothian terecht. Zijn professionele debuut maakte de middenvelder op 30 september 2017, toen met 2–1 verloren werd van Dundee. Namens de thuisploeg scoorde Kerr Waddell tweemaal; de tegentreffer kwam van Kyle Lafferty. Cochrane mocht van coach Craig Levein in de basis beginnen en hij werd na drieënzeventig minuten gewisseld ten faveure van David Milinković. Op 17 december 2017 kwam de middenvelder voor het eerst tot scoren. Tegen Celtic opende hij na zesentwintig minuten de score. Door een doelpunt van Lafferty en twee van Milinković won Heart of Midlothian de wedstrijd met 4–0. In de zomer van 2019 werd Cochrane verhuurd aan Dunfermline Athletic. Het jaar erop nam Montrose hem op huurbasis over. De middenvelder verkaste medio 2021 transfervrij naar Queen of the South. Vier jaar later nam Arbroath hem over.

## Clubstatistieken
| Seizoen | Club                   | Competitie   | Competitie | Competitie | Beker | Beker | Internationaal | Internationaal | Totaal | Totaal |
| Seizoen | Club                   | Competitie   | Wed.       | Dlp.       | Wed.  | Dlp.  | Wed.           | Dlp.           | Wed.   | Dlp.   |
| ------- | ---------------------- | ------------ | ---------- | ---------- | ----- | ----- | -------------- | -------------- | ------ | ------ |
| 2017/18 | Heart of Midlothian    | Premiership  | 22         | 1          | 2     | 0     | —              | —              | 24     | 1      |
| 2018/19 | Heart of Midlothian    | Premiership  | 8          | 0          | 0     | 0     | —              | —              | 8      | 0      |
| 2019/20 | → Dunfermline Athletic | Championship | 12         | 0          | 0     | 0     | —              | —              | 12     | 0      |
| 2020/21 | → Montrose             | League One   | 13         | 0          | 3     | 0     | —              | —              | 16     | 0      |
| 2021/22 | Queen of the South     | Championship | 21         | 0          | 5     | 0     | —              | —              | 26     | 0      |
| 2022/23 | Queen of the South     | League One   | 27         | 3          | 9     | 0     | —              | —              | 36     | 3      |
| 2023/24 | Queen of the South     | League One   | 26         | 1          | 5     | 1     | —              | —              | 31     | 2      |
| 2024/25 | Queen of the South     | League One   | 31         | 2          | 7     | 0     | —              | —              | 38     | 2      |
| 2025/26 | Arbroath               | Championship | 0          | 0          | 0     | 0     | —              | —              | 0      | 0      |
| Totaal  | Totaal                 | Totaal       | 160        | 7          | 31    | 1     | 0              | 0              | 191    | 8      |

Bijgewerkt op 22 juli 2025.